# Tennantita
La tennantita es un mineral de la clase de los minerales sulfuros, y dentro de esta pertenece al llamado “grupo de la tetraedrita”. Fue descubierta en 1819 en Cornualles (Inglaterra), siendo nombrada así en honor de Smithson Tennant, químico inglés. Un sinónimo, poco usado, es el de julianita.

## Características químicas
Es un sulfuro de cobre con aniones adicionales de arseniuro. Los minerales del grupo de la tetraedrita al que pertenece son sulfuros y similares del sistema cristalino cúbico. Químicamente es muy similar a la enargita y la luzonita.
Forma una serie de solución sólida con la tetraedrita (Cu12Sb4S13), en la que la sustitución gradual del arsénico por antimonio va dando los distintos minerales de la serie.
Además de los elementos de su fórmula, suele llevar como impurezas: plata, hierro, cinc, antimonio, bismuto y plomo.

## Formación y yacimientos
Aparece en vetas de alteración hidrotermal de temperatura baja a media y en yacimientos de metamorfismo de contacto en rocas carbonatadas.
Suele encontrarse asociado a otros minerales como: sulfuros y sulfosales de Cu–Pb–Zn–Ag, pirita, calcita, dolomita, siderita, barita, fluorita o cuarzo.

## Usos
Extraída en las minas como mena del cobre y la plata.